# Комисија за жене избеглице
Комисија за жене избеглице је невладина организација 501(ц)(3) која има за циљ да побољша животе и заштити права жена, деце и младих расељених због сукоба или кризе. Основале су је 1989. норвешка глумица и филмска редитељка Лив Улман и други, а била је део Међународног комитета за спасавање до 2014. године.
Организација настоји да идентификује критичне проблеме који утичу на расељене жене, децу и омладину. То укључује недостатке у репродуктивној здравственој заштити која спашава животе, недостатак достојанствених средстава за живот за избеглице и, у Сједињеним Државама, третман људи који траже азил. Комисија за избеглице документује најбоље праксе, предлаже решења и развија иновативне алате за побољшање начина на који се хуманитарна помоћ пружа у избегличким срединама. На Капитол Хилу, у Уједињеним нацијама и са хуманитарним организацијама, владама и донаторима, организација се залаже за побољшање политике и праксе у вези са избеглицама.

## Историја
Организацију су 1989. основале глумица Лив Улман, Кетрин О'Нил, Сузан Старк Алберти и Сузан Форбес Мартин, са Мери Ен Швалбе као оснивачким директором, након што су посетиле Пакистан, Тајланд и друге нације. Њихово искуство у овим нацијама навело их је да верују да је потребна формална организација за пружање помоћи женама и породицама расељеним у околностима као што је рат. У то време су приметиле да „системом управљају мушкарци и да је систем усмерен на бригу о мушкарцима“. Оне су основале Комисију за жене и децу избеглице, предвиђајући да ова организација делује под окриљем Међународног комитета за спасавање.

## Програми

### Економско оснаживање и самопоуздање
Комисија за жене избеглице ради на томе да хуманитарни програми обезбеде женама и младим избеглицама приступ могућностима новчане помоћи и да им помогну да безбедно зарађују за живот. Ово, заузврат, повећава самопоуздање и отпорност избеглица.

### Родна и социјална инклузија
Комисија за избеглице промовише потпуно укључивање традиционално маргинализованих група, као што су жене избеглице, особе са инвалидитетом, ЛГБТ+ заједнице и адолесценткиње у идентификацији решења и осмишљавању програма који задовољавају њихове јединствене потребе и надовезују се на њихове могућности.

### Права и правда
Комисија за жене избеглице сматра владе одговорним за обавезе у погледу права жена и деце како би могле да пронађу сигурност, приступе правди и поново изграде своје животе.

### Сексуално и репродуктивно здравље
Комисија за избеглице ради на томе да заштити сва репродуктивна права избеглица и да осигура да су здравствене услуге које спашавају животе доступне од почетка хитне ситуације до опоравка.

### Сексуално и родно засновано насиље
Комисија за жене избеглице ради на спречавању и реаговању на сексуално и родно засновано насиље помажући да се обезбеди приступ критичним услугама за избеглице као што су образовање, могућности за рад и сексуална и репродуктивна здравствена заштита. Она је партнер и сарађује са локалним организацијама и међународном хуманитарном заједницом на побољшању безбедности и услуга.

### Инклузија инвалидитета
Комисија за жене избеглице идентификује шта функционише за жене избеглице, децу и омладину са инвалидитетом. Залаже се за њихово укључивање у све хуманитарне програме и услуге; јача лидерство организација жена са инвалидитетом у хуманитарној акцији; информише и утиче на приступе засноване на отпорности у хуманитарним окружењима; и побољшава одговорност.

### Младе девојке
Комисија за избеглице се бави критичним потребама младих девојака у кризним окружењима како би осигурала да остану безбедне и да направе позитивне промене у својим животима. Она идентификује и промовише начине на које девојчице могу да се заштите, приступе здравственој заштити, заврше школу, изграде лидерске вештине и да буду виђене као цењен део својих породица и заједница.

### Жене, мир и сигурност
Комисија за избеглице ради на потпуном спровођењу агенде Жене, мир и безбедност у УН. Предузима пропагирање како би осигурала да УН и њене чланице подржавају и признају рад жена, које су ослонац њихових заједница и чији су доприноси кључни за враћање њихових земаља на пут мира и сигурности.